# Yu Sun-bok
Yu Sun-bok, född 2 augusti 1970, är en nordkoreansk före detta bordtennisspelare som tog OS-brons i damdubbel i Barcelona år 1992 tillsammans med Li Bun-hui. Vid världsmästerskapen i bordtennis 1993 i Göteborg tog hon medalj i både dubbel- och lagtävlingarna.